# Restituição (álbum)
Restituição é um álbum de estúdio do Ministério Apascentar de Nova Iguaçu, o segundo de sua discografia, lançado de forma independente em novembro de 2003, com produção musical do tecladista Leandro Silva.
Gravado e lançado em prazo recorde – duas semanas – a obra concentrou músicas que seriam trilha-sonora de uma campanha religiosa de restituição. Com repertório predominantemente escrito pelos vocalistas Davi Sacer e Luiz Arcanjo, o álbum reuniu músicas que se tornariam sucessos no segmento evangélico, como "Sete Vezes Mais", "Bendito Serás", "Mais" e, principalmente, "Restitui", que ganhou o Troféu Talento de Música do Ano em 2005 e também recebeu uma versão em videoclipe disponibilizada como faixa interativa.
Restituição também foi um sucesso comercial, vendendo mais de 300 mil cópias nos primeiros anos de lançamento. Até 2006, o álbum tinha alcançado 500 mil cópias comercializadas. Quatro das nove canções foram regravadas no primeiro DVD do grupo, Toque no Altar e Restituição, lançado em 2006. Em 2020, após uma longa disputa judicial, Restituição passou a ser creditado como um álbum do Trazendo a Arca.

## Antecedentes
Durante o processo de formação do Ministério Apascentar de Nova Iguaçu, a banda trabalhou em várias composições, grande parte delas direcionadas ao próprio contexto da igreja e que culminaram no álbum Toque no Altar (2003). Ao mesmo tempo que o primeiro álbum foi gerado, sob produção de Ronald Fonseca, o pastor Marcus Gregório iniciou uma campanha na instituição baseada no tema restituição.

## Composição
Apesar de ser um álbum temático em torno de restituição, o álbum reuniu um repertório variado que seguia, ao menos parcialmente, ao tema geral. Em 2020, Luiz Arcanjo afirmou que principal música do álbum, "Restitui", foi escrita a partir de uma tragédia vivida por uma fiel da igreja, que o procurou para contar que tinha sofrido um acidente com seus familiares e que ela tinha sido a única sobrevivente. O músico disse que a história lhe causou tristeza e, mais tarde, o inspirou para escrever uma canção sobre "vida".
"Restitui", assim como quase todo o álbum Restituição, foi escrita em parceria entre Arcanjo e Sacer. A dinâmica de conversas entre os vocalistas também gerou outras músicas, como "Mais", uma reflexão em torno do comodismo do personagem bíblico Eli em contraste com a devoção de Samuel e o paralelo que os músicos fizeram com suas vidas pessoais a partir do sucesso local que a banda começava a obter.
O projeto foi o único do Apascentar a trazer uma composição de Paulinho Daniel, na época violonista do grupo, que escreveu "Celebrando a Colheita" com co-autoria de Arcanjo e Sacer.

## Gravação
As primeiras definições do álbum Restituição se deram quando o Ministério Apascentar de Nova Iguaçu iniciou uma campanha religiosa baseada no tema restituição. Inicialmente, era proposta a produção de duas músicas que seriam distribuídas internamente entre os membros da igreja que participaram da campanha.
Ao apresentarem o repertório, Marcus Gregório definiu que, ao invés de ser uma obra de audição interna, poderia ser o segundo trabalho da banda. Em 2022, Luiz Arcanjo contou em entrevista que Ronald Fonseca, que estava trabalhando no álbum Toque no Altar, foi abertamente contra a ideia de lançar dois discos ao mesmo tempo. Por isso, Leandro Silva foi responsável pela produção e, desta forma, sendo o primeiro e único álbum da formação original da banda que contou com produção de Leandro. Três faixas contaram com captação ao vivo – "Sete Vezes Mais", "Não Ficarão" e "Restitui" –, enquanto as demais foram produzidas no home studio do grupo. O disco foi gravado em apenas duas semanas. Por isso, Arcanjo afirmou que Restituição acabou se tratando de um trabalho tecnicamente amador em comparação ao antecessor.
Em Restituição, Luiz Arcanjo fez sua estreia como vocalista da banda. Além de cantar em "Mais" e "Caminhando Estou", o músico ainda tocou violão. David Cerqueira também apareceu como intérprete de "Celebrando a Colheita" e fazendo apoio em alguns versos de "Caminhando Estou". Davi Sacer ainda seguiu como o principal vocalista, cantando quase todas as canções.

## Projeto gráfico
O projeto gráfico do álbum foi elaborado pelo vocalista David Cerqueira. Sua versão original não apresenta fotos de integrantes e, em sua imagem principal, uma folha verde em um cenário de seca.

## Lançamento e recepção
| Críticas profissionais | Críticas profissionais |
| Avaliações da crítica  | Avaliações da crítica  |
| Fonte                  | Avaliação              |
| ---------------------- | ---------------------- |
| Super Gospel           | (favorável)            |
| O Propagador           | [ 7 ]                  |

Além de ter sido gravado em prazo recorde, Restituição foi imediatamente lançado em novembro de 2003, um mês antes do trabalho anterior, e foi um sucesso comercial. Até 2005, o álbum tinha vendido cerca de 390 mil cópias e, em 2006, no auge de sucesso do grupo, 500 mil unidades. Além das canções, o álbum também trouxe uma mídia interativa que incluiu o videoclipe da canção "Restitui" e uma pregação do pastor Marcus Gregório.
Em avaliação favorável de Andre Pitthan para o Super Gospel, foi dito que o álbum não deixou a desejar em relação ao Toque no Altar, embora "um certo ar de melancolia toma conta no final [da obra]". O guia discográfico do O Propagador, em cotação de duas estrelas e meia de cinco, fez observações negativas em torno do repertório, ao afirmar que apenas “Restitui”, “Mais”, “Bendito Serás” e “Sete Vezes Mais” são canções relevantes e que o restante do álbum passou despercebido ao longo da história do grupo.

## Legado
Com o sucesso de Toque no Altar, recém-lançado, e a notoriedade da canção "Restitui", o álbum ganhou uma importância significativa na história do grupo. Todos os seus álbuns, desde o projeto de estreia, até Olha pra Mim, passaram a ser nomeados como parte de uma série chamada Restituição. A obra ainda chegou a receber duas indicações ao Troféu Talento, ambas vencidas. Uma delas, "Música do Ano", com "Restitui", era a principal categoria da premiação.
O repertório dos dois primeiros projetos foi condensado no DVD Toque no Altar e Restituição, gravado em novembro de 2005 e lançado em 2006. Na gravação ao vivo, Luiz Arcanjo ganhou maior espaço como vocalista. Duas canções receberam novos nomes no DVD. "Manancial de Águas Vivas" passou a ser chamada "Se a Nação Clamar", e "Bendito Serás" como "Bendita Será". Para esta última, em lançamentos posteriores, o grupo voltou a usar o título "Bendito Serás". Além disso, "Sete Vezes Mais" foi regravada na voz de Luiz Arcanjo e "Mais" manteve o dueto entre Sacer e Arcanjo.
Ao longo da história da banda, canções do álbum foram regravadas em outras ocasiões, seja pelo Trazendo a Arca ou por integrantes em carreira solo. Davi Sacer regravou "Restitui" em várias ocasiões e chegou a afirmar que é a música mais importante de sua carreira. Sua versão da música gravada para o álbum 15 Anos (2019), que contou com participação do cantor Ton Carfi e lançada como single, ganhou disco de ouro da Pro-Música Brasil em 2020.
Em 2016, Ronald Fonseca recrutou Davi Sacer e Luiz Arcanjo para gravar uma nova versão de "Se a Nação Clamar", que contou com a participação de outros intérpretes como Fernandinho, Daniela Araújo, Marcus Salles e Nívea Soares. "Mais", "Restitui" e "Bendito Serás" foram regravadas em outras ocasiões pelo grupo em álbuns como Ao Vivo no Japão (2007) e O Encontro (2020), além de versões em espanhol em Español (2014). Em 2013, Luiz Arcanjo cogitou regravar "Não Ficarão" para um DVD que acompanharia o repertório de Na Casa dos Profetas, mas nunca foi lançado.
Quando a banda mudou seu nome artístico para "Toque no Altar", Restituição continuou sendo comercializado com seu projeto gráfico antigo e com o nome artístico "Ministério Apascentar de Nova Iguaçu". Isso foi mantido quando a discografia da banda foi disponibilizada nas plataformas digitais pela Digital Music, em meados de 2013. Em 2020, no entanto, o projeto gráfico foi modificado para os créditos de Trazendo a Arca.

### Troféu Talento
| Prêmio         | Categoria              | Indicado    | Resultado |
| -------------- | ---------------------- | ----------- | --------- |
| Troféu Talento | Melhor CD Independente | Restituição | Venceu    |
| Troféu Talento | Música do Ano          | "Restitui"  | Venceu    |

## Faixas
A seguir lista-se as faixas, compositores e durações de cada canção de Restituição, segundo o encarte do disco.
| N.º            | Título                     | Compositor(es)                | Vocais         | Duração |  |
| 1.             | "Sete Vezes Mais"          | Davi Sacer Luiz Arcanjo       | Sacer          | 5:15    |  |
| 2.             | "Não Ficarão"              | Sacer Arcanjo                 | Sacer          | 4:06    |  |
| 3.             | "Restitui"                 | Sacer Arcanjo                 | Sacer          | 7:28    |  |
| 4.             | "Mais"                     | Sacer Arcanjo                 | Arcanjo Sacer  | 4:56    |  |
| 5.             | "Bendito Serás"            | Sacer Arcanjo André Rodrigues | Sacer          | 5:10    |  |
| 6.             | "Caminhando estou"         | David Cerqueira Arcanjo       | Arcanjo        | 4:27    |  |
| 7.             | "Manancial de Águas Vivas" | Sacer Arcanjo                 | Sacer          | 6:16    |  |
| 8.             | "O Melhor está por Vir"    | Sacer Ronald Fonseca          | Sacer          | 4:35    |  |
| 9.             | "Celebrando a Colheita"    | Paulinho Daniel Arcanjo Sacer | Cerqueira      | 4:45    |  |
| Duração total: | Duração total:             | Duração total:                | Duração total: | 47:01   |  |

## Ficha técnica
A seguir estão listados os músicos e técnicos envolvidos na produção de Restituição:
Banda
- Davi Sacer – vocal
- Luiz Arcanjo – vocal e violão
- David Cerqueira – vocal
- Leandro Silva – teclado, produção musical, arranjos, engenharia de áudio e mixagem
- André Mattos – bateria
- André Rodrigues – baixo
- Marcell Compan – guitarra
- Verônica Sacer – vocal de apoio
- Vânia Franco – vocal de apoio
- Silvânia Costa – vocal de apoio
- Márcia Silva – vocal de apoio
- Paulinho Daniel – violão
- Eric Medeiros – guitarra
- Marco Aurélio – guitarra

Músicos convidados e equipe técnica
- Adelmo – vocal
- Elias Santari – saxofone

Equipe técnica
- Toney Fontes – masterização

Projeto gráfico
- David Cerqueira – design